# Parvoplaca
Parvoplaca is een geslacht van korstmossen behorend tot de familie Teloschistaceae. De typesoort is Pachypeltis castellana.

## Soorten
Volgens Index Fungorum telt het geslacht zes soorten (peildatum maart 2022):
| Soortnaam                   | Auteur(s)                             | Publicatiejaar |
| --------------------------- | ------------------------------------- | -------------- |
| Parvoplaca athallina        | (Darb.) Arup, Søchting & Frödén       | 2013           |
| Parvoplaca chelyae          | (Pérez-Vargas) Vondrák, Halıcı & Arup | 2015           |
| Parvoplaca nigroblastidiata | Arup, Halıcı & Vondrák                | 2015           |
| Parvoplaca servitiana       | (Szatala) Arup, Søchting & Frödén     | 2013           |
| Parvoplaca suspiciosa       | (Nyl.) Arup, Søchting & Frödén        | 2013           |
| Parvoplaca tiroliensis      | (Zahlbr.) Arup, Søchting & Frödén     | 2013           |